# Cobitis strumicae
Cobitis strumicae là một loài cá vây tia thuộc họ Cobitidae.
Loài này có ở Bulgaria và Hy Lạp.